# Catedral del Príncipe Vladimiro (Sarátov)
La catedral del príncipe Vladimiro fue una iglesia ortodoxa que se encontraba en Sarátov, en la plaza Poltava, desde finales de la década de 1880 hasta principios de la de 1930.
Construida según el proyecto de Alexei Markovich Salko en 1888 para conmemorar el 900 aniversario de la cristianización de la Rus de Kiev con fondos donados por los residentes de Sarátov. La consagración tuvo lugar el 16 de julio de 1889. La catedral fue consagrada por Pablo, obispo de Sarátov y Tsaritsyn. Con una altura de 77 metros, el templo era uno de los más altos del país. En junio de 1893, se abrió una parroquia en la iglesia y se determinó el personal. En la década de 1930 el templo fue demolido y en su lugar se construyó un estadio.
En 2005-2010, se construyó un nuevo templo con el nombre del Príncipe Vladimir, en estilo neorruso, imitando el estilo temprano de Moscú, cerca de donde se encontraba la catedral. En el templo se encuentran las siguientes objetos de culto: la imagen del monje Serafín de Sarov, pintada en 1909, una copia reducida de la Sábana Santa de Turín.